# Giuseppe Damaggio
Giuseppe Damaggio (Gela, 16 luglio 1906 – Roma, 20 maggio 1954) è stato un politico italiano, sindaco della città di Gela, eletto con la Democrazia Cristiana nella I legislatura.

## Biografia
Sindaco della sua città natale dal 1946 al 1948, abbandonò la carica quando venne eletto al Senato nella I legislatura. Nella II legislatura non venne confermato alle elezioni politiche in Italia del 1953, ma appellandosi alla Giunta delle elezioni e delle immunità parlamentari la sua elezione venne convalidata. Presente in aula, alla pronunciazione della decisione, venne colto da infarto miocardico acuto, morendo dopo poco tempo.

## Vita privata
Il figlio Saverio Damagio, registrato all'anagrafe con cognome errato, fu anch'egli senatore della Repubblica.